# Lillhärdals kyrka

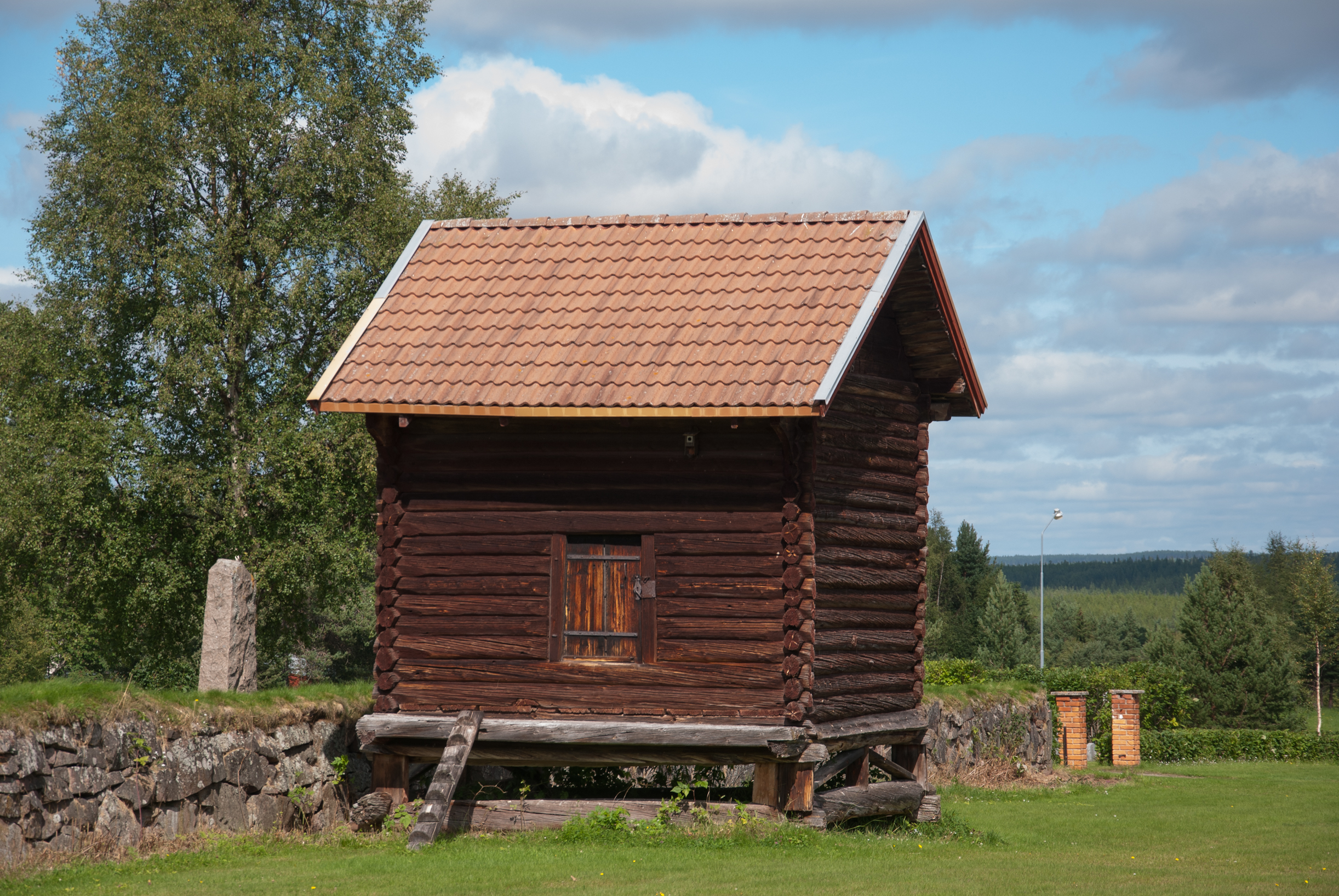
Prästboden från början av 1600-talet.

Lillhärdals kyrka är en kyrkobyggnad som tillhör Svegsbygdens församling i Härnösands stift. Kyrkan ligger i samhället Lillhärdal i Härjedalens kommun.

## Kyrkobyggnaden
Första kyrkobyggnaden uppfördes omkring år 1050 och låg invid ån. När vattennivån steg byggdes en ny kyrka 1407. Med tiden räckte inte kyrkan till så en tillbyggnad genomfördes 1770-1771 under ledning av Per Olofsson i Dillne. Ett kyrktorn av trä uppfördes 1805 av byggmästaren Påhl Persson, Stugun. 1880 genomgick kyrkan en betydligare renovering, från början initierad av kronolänsman Jonas Åslund (1837-1916), senare entreprenör för Sveriges första fjällhotell Fjällnäs, som även anskaffade en ny värmeugn till byggnaden och som tillsammans med skolläraren Eklund och byggmästare Westerlund hade ledande uppsikt över arbetet, och öppnades åter för verksamhet genom invigning av kontraktsprosten Pehr Olof Frändén i Brunflo 28 november 1880. Jonas Åslund fick ett skrivset i silver av församlingen för sitt stora engagemang att ha ombesörjt det mesta.

## Inventarier
- Altare, altaruppsats och predikstol är tillverkade av Johan Edler d.ä. på 1770-talet.
- Dopfunten är en ängel av trä som troligen är tillverkad av Johan Edler d.ä.
- En madonnaskulptur är från mitten av 1200-talet. Skulpturen är snidad av ett enda stycke trä.
- Altarskåpet är från slutet av 1400-talet och har åtta löstagbara figurer.
- Vid sidan om altarringen finns ett sakramentsskåp som är ett svenskt arbete från senmedeltiden.
- En mässhake är från 1671.

## Orgel
1880 byggdes en orgel med 9 stämmor och en manual av firman E. A. Setterquist & Son, Örebro. Den blev beställd för församlingen genom kronolänsman Jonas Åslund som även skall ha uppgjort dispositionen för stämmorna. Den blev besiktigad av musikdirektör August Vilhelm Söderström i Järvsö som godkände. Orgeln invigdes 28 november 1880 av kontraktsprosten Pehr Olof Frändén i Brunflo.

### Webbkällor
- ”Lillhärdals kyrka”. Svenska kyrkan. Arkiverad från originalet den 18 april 2013. https://archive.is/20130418094607/http://www.svenskakyrkan.se/default.aspx?id=642043. Läst 28 mars 2011.
- Härnösands Stifts Herdaminne av L. Bygdén